# Liste der Baudenkmäler in Straelen
Die Liste der Baudenkmäler in Straelen enthält die denkmalgeschützten Bauwerke auf dem Gebiet der Stadt Straelen im Kreis Kleve in Nordrhein-Westfalen (Stand: 5. Dezember 2020). Diese Baudenkmäler sind in der Denkmalliste der Stadt Straelen eingetragen; Grundlage für die Aufnahme ist das Denkmalschutzgesetz Nordrhein-Westfalen (DSchG NRW).

| Bild                              | Bezeichnung                                | Lage                                                    | Beschreibung                                                                                            | Bauzeit | Eingetragen seit | Denkmal- nummer |
| --------------------------------- | ------------------------------------------ | ------------------------------------------------------- | --- | ------- | ---------------- | --------------- |
| Kath. Kirche Herongen (alt)       | Kath. Kirche Herongen (alt)                | Herongen Bergstraße 10 Karte                            | |         |                  | 7               |
| Kath. Kirche Herongen (neu)       | Kath. Kirche Herongen (neu)                | Herongen Bergstraße 7 Karte                             | |         |                  | 8               |
| Amanduskapelle                    | Amanduskapelle                             | Herongen Bergstraße 21 Karte                            | |         |                  | 15              |
| Windmühle Herongen                | Windmühle Herongen                         | Herongen Bergstraße 33 Karte                            | |         |                  | 16              |
| Mühlenstumpf Herongen             | Mühlenstumpf Herongen                      | Herongen Niederdorfer Straße/Ahornweg Karte             | |         |                  | 17              |
| Schleusenhaus                     | Schleusenhaus                              | Herongen Schlousweg 5 Karte                             | |         |                  | 32              |
| Ehemaliges Pfarrhaus St. Amandus  | Ehemaliges Pfarrhaus St. Amandus           | Herongen Bergstraße 9 Karte                             | |         |                  | 84              |
| Hochkreuz                         | Hochkreuz                                  | Herongen Friedhof Herongen Karte                        | |         |                  | 108             |
| Grundschule Hauptgebäude          | Grundschule Hauptgebäude                   | Herongen Niederdorfer Straße 4 Karte                    | |         |                  | 111             |
| Wohn- und Geschäftshaus           | Wohn- und Geschäftshaus                    | Straelen Annastraße 4 Karte                             | |         |                  | 1               |
| weitere Bilder                    | Katholische Pfarrkirche St. Peter und Paul | Straelen Kirchplatz Karte                               | |         |                  | 2               |
| weitere Bilder                    | Herrenhaus Eyll                            | Straelen Haus Eyll 1–3 Karte                            | |         |                  | 3               |
| BW                                | Katstelle                                  | Straelen Sanger Weg 45 Karte                            | |         |                  | 4               |
| Wohngebäude                       | Wohngebäude                                | Straelen Kirchplatz 2 Karte                             | |         |                  | 5               |
| Wohngebäude                       | Wohngebäude                                | Straelen Kirchplatz 6 Karte                             | |         |                  | 6               |
| Wohngebäude                       | Wohngebäude                                | Straelen Mühlenstraße 10 Karte                          | |         |                  | 9               |
| Wohngebäude                       | Wohngebäude                                | Straelen Bahnstraße 14 Karte                            | |         |                  | 11              |
| Kirche, evang. Niederdorf         | Kirche, evang. Niederdorf                  | Straelen Heidkamp 2 Karte                               | |         |                  | 14              |
| Mühlenstumpf                      | Mühlenstumpf                               | Straelen Broekhuysener Straße 67 Karte                  | |         |                  | 18              |
| BW                                | Herrenhaus Vlassrath                       | Straelen Haus Vlassrath 3 Karte                         | |         |                  | 19              |
| BW                                | Katstelle                                  | Straelen Bormig 18 Karte                                | |         |                  | 20              |
| BW                                | Wohngebäude                                | Straelen Bormig 15 Karte                                | |         |                  | 21              |
| Wohn- und Geschäftshaus           | Wohn- und Geschäftshaus                    | Straelen Venloer Straße 14 Karte                        | |         |                  | 22              |
| Wohn- und Geschäftshaus           | Wohn- und Geschäftshaus                    | Straelen Venloer Straße 31 Karte                        | |         |                  | 31              |
| weitere Bilder                    | Herrenhaus Caen                            | Straelen Caen 5 Karte                                   | |         |                  | 33              |
| Wohngebäude                       | Wohngebäude                                | Straelen Kirchplatz 4 Karte                             | |         |                  | 34              |
| Europäisches Übersetzer-Kollegium | Europäisches Übersetzer-Kollegium          | Straelen Kuhstraße 15 Karte                             | |         |                  | 35              |
| Wohngebäude                       | Wohngebäude                                | Straelen Kuhstraße 17 Karte                             | |         |                  | 36              |
| BW                                | Wohngebäude                                | Straelen Grenzweg 35 Karte                              | |         |                  | 37              |
| BW                                | Wohngebäude                                | Straelen Blenskensweg 5 Karte                           | |         |                  | 39              |
| BW                                | Herrenhaus Paesmühle mit Bauernhaus        | Straelen Paesmühlenweg 10–12 Karte                      | |         |                  | 40              |
| Wohngebäude                       | Wohngebäude                                | Straelen Klosterstraße 23 Karte                         | |         |                  | 41              |
| Wohngebäude                       | Wohngebäude                                | Straelen Gelderner Straße 11 Karte                      | |         |                  | 43              |
| Wohngebäude                       | Wohngebäude                                | Straelen Klosterstraße 17 Karte                         | |         |                  | 44              |
| Wohngebäude                       | Wohngebäude                                | Straelen Gelderner Straße 7 Karte                       | |         |                  | 45              |
| Wohngebäude                       | Wohngebäude                                | Straelen Gelderner Straße 12 Karte                      | |         |                  | 46              |
| Wohngebäude                       | Wohngebäude                                | Straelen Gelderner Straße 14 Karte                      | |         |                  | 47              |
| Wohngebäude                       | Wohngebäude                                | Straelen Gelderner Straße 19 Karte                      | |         |                  | 48              |
| Wohngebäude                       | Wohngebäude                                | Straelen Gelderner Straße 20 Karte                      | |         |                  | 49              |
| Wohngebäude                       | Wohngebäude                                | Straelen Klosterstraße 3 Karte                          | |         |                  | 50              |
| Wohngebäude                       | Wohngebäude                                | Straelen Klosterstraße 21 Karte                         | |         |                  | 51              |
| Wohngebäude                       | Wohngebäude                                | Straelen Klosterstraße 26 Karte                         | |         |                  | 52              |
| Wohngebäude                       | Wohngebäude                                | Straelen Markt 13 Karte                                 | |         |                  | 53              |
| Wohngebäude                       | Wohngebäude                                | Straelen Markt 21 Karte                                 | |         |                  | 54              |
| Wohngebäude                       | Wohngebäude                                | Straelen Kuhstraße 2 Karte                              | |         |                  | 55              |
| Wohngebäude                       | Wohngebäude                                | Straelen Kuhstraße 6 Karte                              | |         |                  | 56              |
| Wohngebäude                       | Wohngebäude                                | Straelen Kuhstraße 21 Karte                             | |         |                  | 57              |
| Wohngebäude                       | Wohngebäude                                | Straelen Mühlenstraße 20 Karte                          | |         |                  | 58              |
| Wohngebäude                       | Wohngebäude                                | Straelen Hochstraße 11 Karte                            | |         |                  | 59              |
| Wohngebäude                       | Wohngebäude                                | Straelen Hochstraße 13 Karte                            | |         |                  | 60              |
| Wohngebäude                       | Wohngebäude                                | Straelen Kirchplatz 1 Karte                             | |         |                  | 62              |
| Wohngebäude                       | Wohngebäude                                | Straelen Kirchplatz 8 Karte                             | |         |                  | 63              |
| Pfarrhaus, Wohngebäude            | Pfarrhaus, Wohngebäude                     | Straelen Kirchplatz 10 Karte                            | |         |                  | 64              |
| Wohngebäude                       | Wohngebäude                                | Straelen Mühlenstraße 1–3 Karte                         | |         |                  | 65              |
| Wohngebäude                       | Wohngebäude                                | Straelen Mühlenstraße 5 Karte                           | |         |                  | 66              |
| Wohngebäude                       | Wohngebäude                                | Straelen Mühlenstraße 6 Karte                           | |         |                  | 67              |
| Wohngebäude                       | Wohngebäude                                | Straelen Mühlenstraße 7 Karte                           | |         |                  | 68              |
| Wohngebäude                       | Wohngebäude                                | Straelen Mühlenstraße 8 Karte                           | |         |                  | 69              |
| Wohngebäude                       | Wohngebäude                                | Straelen Mühlenstraße 12 Karte                          | |         |                  | 70              |
| Wohngebäude                       | Wohngebäude                                | Straelen Mühlenstraße 14 Karte                          | |         |                  | 71              |
| Wohngebäude                       | Wohngebäude                                | Straelen Mühlenstraße 18 Karte                          | |         |                  | 72              |
| Wohngebäude                       | Wohngebäude                                | Straelen Venloer Straße 7 Karte                         | |         |                  | 73              |
| Wohn- und Geschäftshaus           | Wohn- und Geschäftshaus                    | Straelen Venloer Straße 18 Karte                        | |         |                  | 74              |
| Wohn- und Geschäftshaus           | Wohn- und Geschäftshaus                    | Straelen Venloer Straße 25 Karte                        | |         |                  | 75              |
| Wohn- und Geschäftshaus           | Wohn- und Geschäftshaus                    | Straelen Venloer Straße 29 Karte                        | |         |                  | 76              |
| BW                                | Antoniuskapelle                            | Straelen Westerbroek Karte                              | |         |                  | 77              |
| BW                                | Hagelkreuz                                 | Straelen Kevelaerer Straße Karte                        | |         |                  | 78              |
| BW                                | Zandershof                                 | Straelen Xantener Straße 11 Karte                       | |         |                  | 79              |
| BW                                | Vossumer Hof                               | Straelen Kevelaerer Straße 30 Karte                     | |         |                  | 80              |
| BW                                | Hofshof                                    | Straelen Vossum 19 Karte                                | |         |                  | 81              |
| BW                                | Löwenhof                                   | Straelen Kuhsteeg 23 Karte                              | auch Lövenhof genannt                                                                                   |         |                  | 82              |
| BW                                | Passerhof                                  | Straelen Passerweg 20 Karte                             | |         |                  | 83              |
| Windmühle am Gieselberg           | Windmühle am Gieselberg                    | Straelen Lingsforter Straße 85 Karte                    | |         |                  | 85              |
| BW                                | Bauernhof Geetzel                          | Straelen Niersbroeker Weg 9 Karte                       | |         |                  | 86              |
| BW                                | Mühlenhof Scheune                          | Straelen Boekholter Weg 31 Karte                        | |         |                  | 87              |
| BW                                | Bongenhof                                  | Straelen Zur Caenheide 23 Karte                         | |         |                  | 88              |
| BW                                | Klever Hof                                 | Straelen Brüxkener Straße 25-27 Karte                   | Keine Bausubstanz mehr vorhanden. Wird auf der offiziellen Liste der Stadt Straelen nicht mehr geführt. |         |                  | 89              |
| BW                                | Siemeshof                                  | Straelen Hetzerter Straße 79 Karte                      | |         |                  | 90              |
| BW                                | Beckshof                                   | Straelen Hetzerter Straße 90 Karte                      | |         |                  | 91              |
| BW                                | Strompenhof                                | Straelen Tomerixweg 3–5 Karte                           | |         |                  | 92              |
| BW                                | Tomerixhof                                 | Straelen Tomerixweg 17 Karte                            | |         |                  | 93              |
| Bildstock                         | Bildstock                                  | Straelen Wankumer Straße Karte                          | |         |                  | 94              |
| Muttergotteskapelle Vorst         | Muttergotteskapelle Vorst                  | Straelen Steinstraße Karte                              | |         |                  | 95              |
| weitere Bilder                    | Herrenhaus Coull                           | Straelen Rathausstraße 50 Karte                         | |         |                  | 96              |
| BW                                | Hofanlage in Holt                          | Straelen Holter Straße 13 Karte                         | |         |                  | 97              |
| BW                                | Schleusenwärterhaus                        | Straelen Haus Vlassrath 1 Karte                         | |         |                  | 98              |
| BW                                | Wirtschaftsgebäude Kornmühle               | Straelen Haus Vlassrath 4 Karte                         | |         |                  | 99              |
| BW                                | Friedhofshochkreuz                         | Straelen Friedhof Straelen Karte                        | |         |                  | 100             |
| BW                                | Grabstein Tauwel                           | Straelen Friedhof Straelen Karte                        | |         |                  | 102             |
| BW                                | Grabstein Kochs                            | Straelen Friedhof Straelen Karte                        | |         |                  | 103             |
| BW                                | Grabstein Brunn                            | Straelen Friedhof Straelen Karte                        | |         |                  | 104             |
| BW                                | Grabstein Leufkens                         | Straelen Friedhof Straelen Karte                        | |         |                  | 105             |
| BW                                | Grabstein Brimmers                         | Straelen Friedhof Straelen Karte                        | |         |                  | 106             |
| BW                                | Grabstein Steinberg                        | Straelen Friedhof Niederdorf (evgl) Karte               | |         |                  | 107             |
| Grenzzollamt                      | Grenzzollamt                               | Straelen Dammerbrucherstraße 24-26 Karte                | |         |                  | 109             |
| Wohn- und Geschäftshaus           | Wohn- und Geschäftshaus                    | Straelen Johann-Giesberts-Platz 3 Karte                 | |         |                  | 110             |
| Wasserturm                        | Wasserturm                                 | Straelen Marienstraße (zwischen Hausnr. 80 u. 82) Karte | |         |                  | 112             |
| Wohngebäude                       | Wohngebäude                                | Straelen Bahnstraße 18 Karte                            | |         |                  | 113             |
| BW                                | Katstelle                                  | Straelen Kleine Niers 3 Karte                           | |         |                  | 118             |
| Sterk Helmes                      | Sterk Helmes                               | Straelen Zand Zand (am ehemaligen Kloster) Karte        | |         |                  | 119             |
| Rundbogenhalle                    | Rundbogenhalle                             | Herongen Leuther Landstraße Karte                       | |         |                  | 120             |
| ehemaliges Trafohaus              | ehemaliges Trafohaus                       | Herongen Niederdorfer Straße 89 Karte                   | |         |                  | 121             |
| ehemaliges Zollamt                | ehemaliges Zollamt                         | Herongen Niederdorfer Straße 90 Karte                   | |         |                  | 123             |